# Sportjahr 1972
Liste der Sportjahre

◄◄ | ◄ | 1968 | 1969 | 1970 | 1971 | Sportjahr 1972 | 1973 | 1974 | 1975 | 1976 | ► | ►►

Weitere Ereignisse   · Olympische Spiele · Olympische Winterspiele

## Badminton
Höhepunkte des Badmintonjahres 1972 waren der Uber Cup 1972 sowie die All England, die Scottish Open, die German Open, die Dutch Open, die Denmark Open, die French Open und die Europameisterschaft.

### Internationale Veranstaltungen
| Veranstaltung | Herreneinzel   | Dameneinzel      | Herrendoppel                   | Damendoppel                    | Mixed                               |
| ------------- | -------------- | ---------------- | ------------------------------ | ------------------------------ | ----------------------------------- |
| All England   | Rudy Hartono   | Noriko Nakayama  | Christian Hadinata Ade Chandra | Machiko Aizawa Etsuko Takenaka | Svend Pri Ulla Strand               |
| Denmark Open  | Svend Pri      | Eva Twedberg     | Ng Boon Bee Punch Gunalan      | Noriko Nakayama Hiroe Yuki     | Wolfgang Bochow Marieluise Wackerow |
| French Open   | Herman Moens   | Margaret Gardner | Joël Guéguen Per Walsøe        | Margaret Gardner Yveline Hue   | Per Walsøe Yveline Hue              |
| German Open   | Sture Johnsson | Eva Twedberg     | Punch Gunalan Ng Boon Bee      | Anne Flindt Pernille Kaagaard  | Wolfgang Bochow Marieluise Wackerow |
| Swedish Open  | Svend Pri      | Eva Twedberg     | Erland Kops Svend Pri          | Margaret Beck Gillian Gilks    | David Eddy Gillian Gilks            |

## Fußball
- 14. bis 18. Juni: Fußball-Europameisterschaft 1972 in Belgien

## Leichtathletik
- 28. Januar – Pamela Ryan, Australien, lief die 100 Meter Hürden in 12,5 Sekunden.
- 24. Februar – Faina Melnik, Russland, erreichte im Diskuswurf der Damen 65,48 Meter.
- 3. März – Lasse Virén, Finnland, lief die 10.000 Meter der Herren in 27:38,4 Minuten.
- 24. März – Jordanka Blagoewa, Bulgarien, erreichte im Hochsprung der Damen 1,94 Meter.
- 4. April – Faina Melnik, Sowjetunion, erreichte im Diskuswurf der Damen 66,76 Meter.
- 7. Mai – Renate Stecher, DDR, lief die 200 Meter der Damen in 22,4 Sekunden.
- 7. Mai – Ljudmila Bragina, Sowjetunion, lief die 1500 Meter der Damen in 4:05,1 Minuten.
- 8. Mai – Mykola Awilow, Sowjetunion, erreichte im Zehnkampf der Herren 8454 Punkte.
- 9. Mai – Ljudmila Bragina, Sowjetunion, lief die 1500 Meter der Damen in 4:01,4 Minuten.
- 11. Mai – Paola Pigni, Italien, lief die 3000 m der Damen 9:09,2 Minuten.
- 12. Mai – Renate Stecher, DDR, lief die 100 Meter der Damen 11,07 Sekunden,
- 12. Mai – John Akii-Bua, Uganda, lief die 400 Meter Hürden der Herren in 47,82 Sekunden.
- 31. Mai – Faina Melnik, Sowjetunion, warf im Diskuswurf der Damen 65,42 Meter.
- 11. Juni – Ewa Gryziecka, Polen, erreichte im Speerwurf der Damen 62,70 Meter.
- 11. Juni – Ruth Fuchs, DDR, erreichte im Speerwurf der Damen 65,06 Meter.
- 12. Juni – Kjell Isaksson, Schweden, sprang im Stabhochsprung der Herren 5,55 Meter.
- 15. Juni – Annelie Ehrhardt, DDR, lief die 100 Meter. Hürden der Damen in 12,5 Sekunden.
- 15. Juni – Ellen Strophal, DDR, lief die 100 Meter der Damen in 11,0 Sekunden.
- 23. Juni – Kjell Isaksson, Schweden, erreichte im Stabhochsprung der Herren 5,59 Meter.
- 23. Juni – Bob Seagren, USA, erreichte im Stabhochsprung der Herren 5,59 Meter.
- 24. Juni – Margarita Simu, Schweden ging im 10.000-Meter-Gehen der Damen in 51:01 Minuten.
- 27. Juni – Bernd Kannenberg, Deutschland, ging im 50.000-Meter-Gehen der Herren in 3:52:45 Stunden.
- 2. Juli – Bob Seagren, USA, sprang im Stabhochsprung der Herren 5,63 Meter.
- 3. Juli – Renate Stecher, DDR, lief die 100 Meter der Damen in 11,0 Sekunden.
- 6. Juli – Jānis Lūsis, Sowjetunion, warf im Speerwurf der Herren 93,8 Meter.
- 12. Juli – Kjell Isaksson, Schweden, erreichte im Stabhochsprung der Herren 5,55 Meter.
- 15. Juli – Annelie Ehrhardt, DDR, lief die 100 Meter Hürden in 12,5 Sekunden.
- 18. Juli – Ljudmila Bragina, Sowjetunion, lief die 1500 Meter der Damen 4:06,9 Minuten.
- 5. August – Ricky Bruch, Schweden, erreichte im Diskuswurf der Herren 68,4 Meter.
- 6. August – Jānis Lūsis, Sowjetunion, erreichte im Speerwurf der Herren 93,8 Meter.
- 12. August – Ljudmila Bragina, Sowjetunion, lief die 3000 Meter der Damen 8:53,0 Minuten.
- 18. August – Ljudmila Bragina, Sowjetunion, lief die 1500 Meter der Damen in 4:06,9 Minuten.
- 20. August – Gunhild Hoffmeister, DDR, lief die 1000 Meter der Damen 2:35,9 Minuten.
- 30. August – Paul Nihill, Großbritannien, ging im 20.000-Meter-Gehen der Herren in 1:24:50 Stunden.
- 2. September – John Akii-Bua, Uganda, lief die 400 Meter Hürden der Herren in 47,82 Sekunden.
- 3. September – Lasse Virén, Finnland, lief die 10.000 Meter der Herren in 27:38,4 Minuten.
- 7. September – Nadeschda Tschischowa, Sowjetunion, stieß im Kugelstoßen der Damen 21,03 Meter.
- 8. September – Mykola Awilow, Sowjetunion, erreichte im Zehnkampf der Herren 8466 Punkte.
- 9. September – Ljudmila Bragina, Sowjetunion, lief die 1500 Meter der Damen 4:01,4 Minuten.
- 14. September – Lasse Virén, Finnland, lief die 5000 Meter der Herren in 13:16,4 Minuten.
- 14. September – Anders Gärderud, Schweden, lief die 3000 Meter Hindernis der Herren in 8:20,8 Minuten.
- 23. September – Argentina Menis, Rumänien, warf im Diskuswurf der Damen 67,32 Meter.
- 24. September – Jordanka Blagoewa, Bulgarien, sprang in der Kategorie der Damen 1,94 Meter.
- 4. Oktober – Ljudmila Bragina, Sowjetunion, lief die 1500 Meter der Damen in 4:06,5 Minuten.
- 17. Oktober – Wiktor Sanejew, Sowjetunion, sprang im Dreisprung der Herren 17,44 Meter.
- 20. Oktober – Emil Puttemans, Belgien, lief die 5000 Meter der Herren in 13:13,0 Minuten.

## Motorsport
- 23. Januar bis 8. Oktober: Formel-1-Saison 1972
- 18. März bis 4. November: USAC-Saison 1972
- 11. bis 12. Juni: 24-Stunden-Rennen von Le Mans 1972
- 15. bis 24. September: Tour de France für Automobile 1972
- Motorrad-Weltmeisterschaft 1972

## Radsport
- 27. Februar: Cyclocross-Weltmeisterschaften in Prag
- 21. Mai bis 11. Juni: Giro d’Italia 1972
- 1. bis 23. Juli: Tour de France 1972

## Sommersport
- 26. August bis 11. September Olympische Sommerspiele 1972 in München

## Tischtennis
- Tischtennis-Europameisterschaft 1972 15. bis 22. April in Rotterdam (Niederlande)
- Länderspiele Deutschlands (Freundschaftsspiele)
  - 8. Januar: Lübeck: D. – China 3:4 (Herren)
  - 8. Januar: Lübeck: D. – China 5:4 (Damen)
  - 25. August: Krumpendorf: D. – Österreich 5:3 (Herren)
  - 29. November: Osnabrück: D. – Süd-Korea 4:5 (Herren)
  - 29. November: Osnabrück: D. – Süd-Korea 2:5 (Damen)
- Europaliga
  - 23. Februar: Remscheid: D. – CSSR 2:4 (Damen + Herren)
  - 29. Februar: Neuwied: D. – UdSSR 2:5 (Damen + Herren)
  - 10. März: Croix: D. – Frankreich 5:2 (Damen + Herren)
  - 27. Oktober: Bad Kreuznach: D. – Schweden 4:3 (Damen + Herren)
  - 22. November: Leeds: D. – England 5:2 (Damen + Herren)
  - 14. Dezember: Rastatt: D. – Frankreich 4:3 (Damen + Herren)

## Wintersport
- 3. bis 13. Februar: Olympische Winterspiele 1972 in Sapporo

## Geboren

### Januar

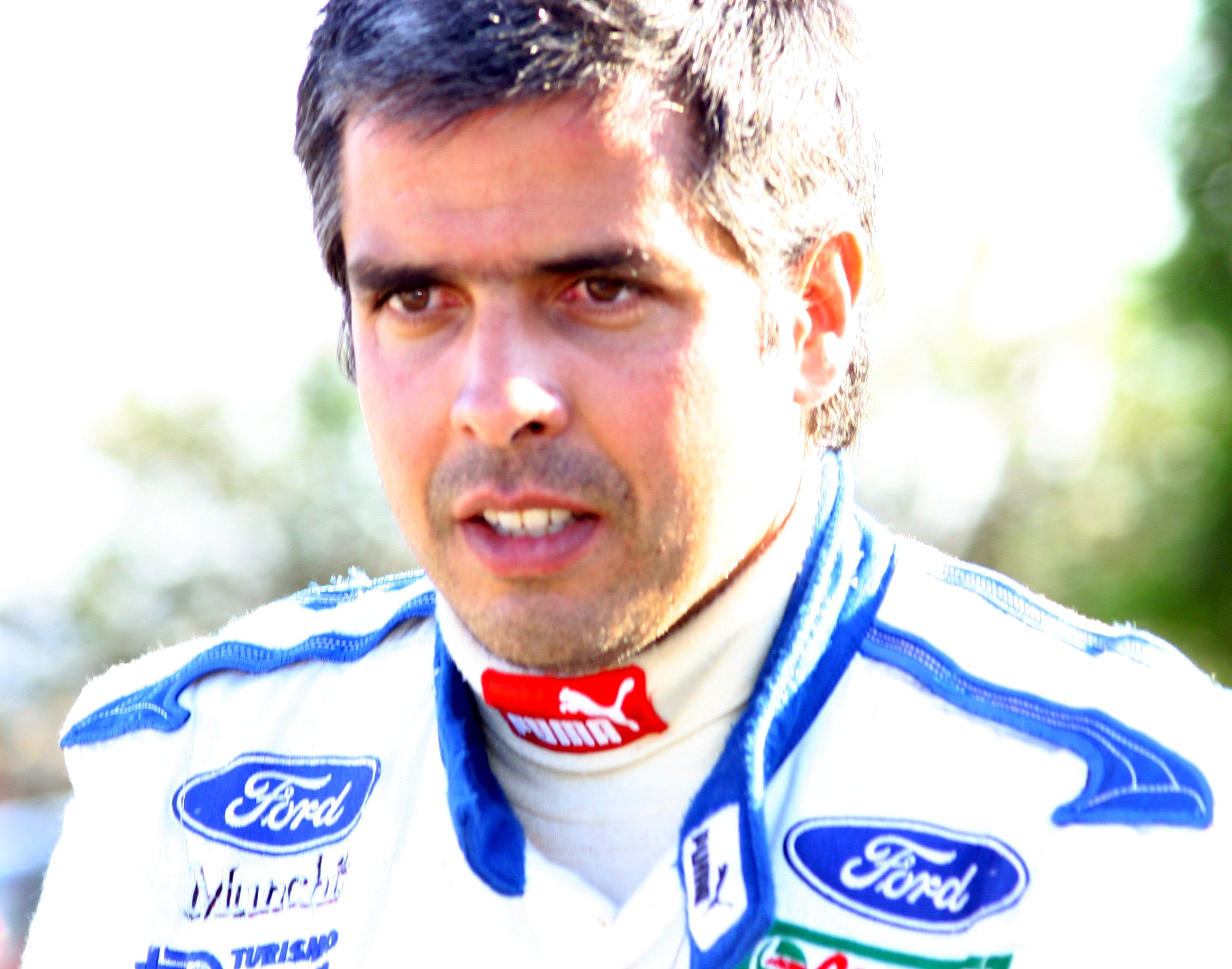
Luís Pérez Companc

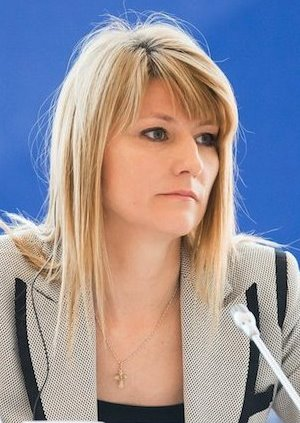
Swetlana Schurowa

- 01. Januar: Lilian Thuram, französischer Fußballspieler
- 02. Januar: Luís Pérez Companc, argentinischer Automobilrennfahrer und Unternehmer
- 05. Januar: Ramzy al-Duhami, saudi-arabischer Springreiter
- 05. Januar: Ulrik Kirkely, dänischer Handballspieler und -trainer
- 05. Januar: Dmitrij Torgowanow, russischer Handballspieler
- 05. Januar: Vincent Vosse, belgischer Automobilrennfahrer
- 07. Januar: Shane Kelly, australischer Bahnradsportler
- 07. Januar: Swetlana Schurowa, russische Eisschnellläuferin und Olympiasiegerin
- 08. Januar: Giuseppe Favalli, italienischer Fußballspieler
- 11. Januar: Thomas Hoersen, deutscher Fußballspieler
- 11. Januar: Yang Wenyi, chinesische Schwimmerin und Olympiasiegerin
- 13. Januar: Stefan Beinlich, deutscher Fußballspieler
- 13. Januar: Wital Schtscherba, weißrussischer Kunstturner und Olympiasieger
- 13. Januar: Song Yong-hun, nordkoreanischer Eisschnellläufer
- 13. Januar: Alexei Wassiljew, russischer Automobilrennfahrer
- 15. Januar: Shelia Burrell, US-amerikanische Leichtathletin
- 15. Januar: Mark Carroll, irischer Leichtathlet
- 16. Januar: Salah Hissou, marokkanischer Langstreckenläufer
- 18. Januar: Kjersti Plätzer, norwegische Leichtathletin und Olympionikin
- 19. Januar: Elena Kaliská, slowakische Kanutin
- 21. Januar: Heryanto Arbi, indonesischer Badmintonspieler
- 21. Januar: Magali Faure, französische Bahnradsportlerin
- 21. Januar: Sead Kapetanović, bosnisch-herzegowinischer Fußballspieler
- 21. Januar: Sabina Valbusa, italienische Skilangläuferin
- 21. Januar: Javier Yubero, spanischer Fußballspieler († 2005)
- 25. Januar: Pauli Jaks, Schweizer Eishockeyspieler
- 25. Januar: Brian Lima, samoanischer Rugbyspieler
- 25. Januar: Silke Rottenberg, deutsche Fußballspielerin
- 25. Januar: Mamadou Thiam, französischer Boxer
- 27. Januar: Mirjam Ott, Schweizer Curlerin
- 27. Januar: Tobias Steinhauser, deutscher Radrennfahrer
- 29. Januar: Olga Anissimowa, russische Biathletin
- 29. Januar: Thomas Wapp, Schweizer Badmintonspieler
- 30. Januar: Chris Simon, kanadischer Eishockeyspieler († 2024)
- 31. Januar: Manfred Kainz, österreichischer Motorradrennfahrer und -teambesitzer

### Februar
- 01. Februar: Johan Walem, belgischer Fußballspieler

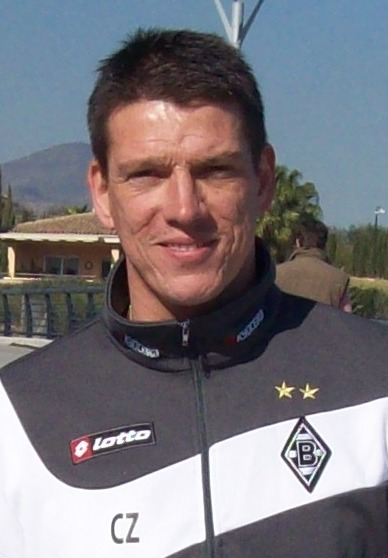
Christian Ziege

- 01. Februar: Christian Ziege, deutscher Fußballspieler
- 01. Februar: Aaron Ziercke, deutscher Handballspieler und Handballtrainer
- 03. Februar: Georg Koch, deutscher Fußballspieler
- 06. Februar: Greger Artursson, schwedischer Eishockeyspieler
- 07. Februar: Chris Lieto, US-amerikanischer Triathlet
- 07. Februar: Dagmar Pohlmann, deutsche Fußballspielerin
- 08. Februar: Piotr Gładki, polnischer Marathonläufer († 2005)
- 08. Februar: Paul Wight, US-amerikanischer Wrestler
- 09. Februar: Darren Ferguson, schottischer Fußballspieler und -trainer
- 11. Februar: Ralf Ewen, deutscher Fußballspieler und -trainer
- 11. Februar: Kelly Slater, US-amerikanischer Surfer
- 11. Februar: Geert Van der Stricht, belgischer Schachspieler

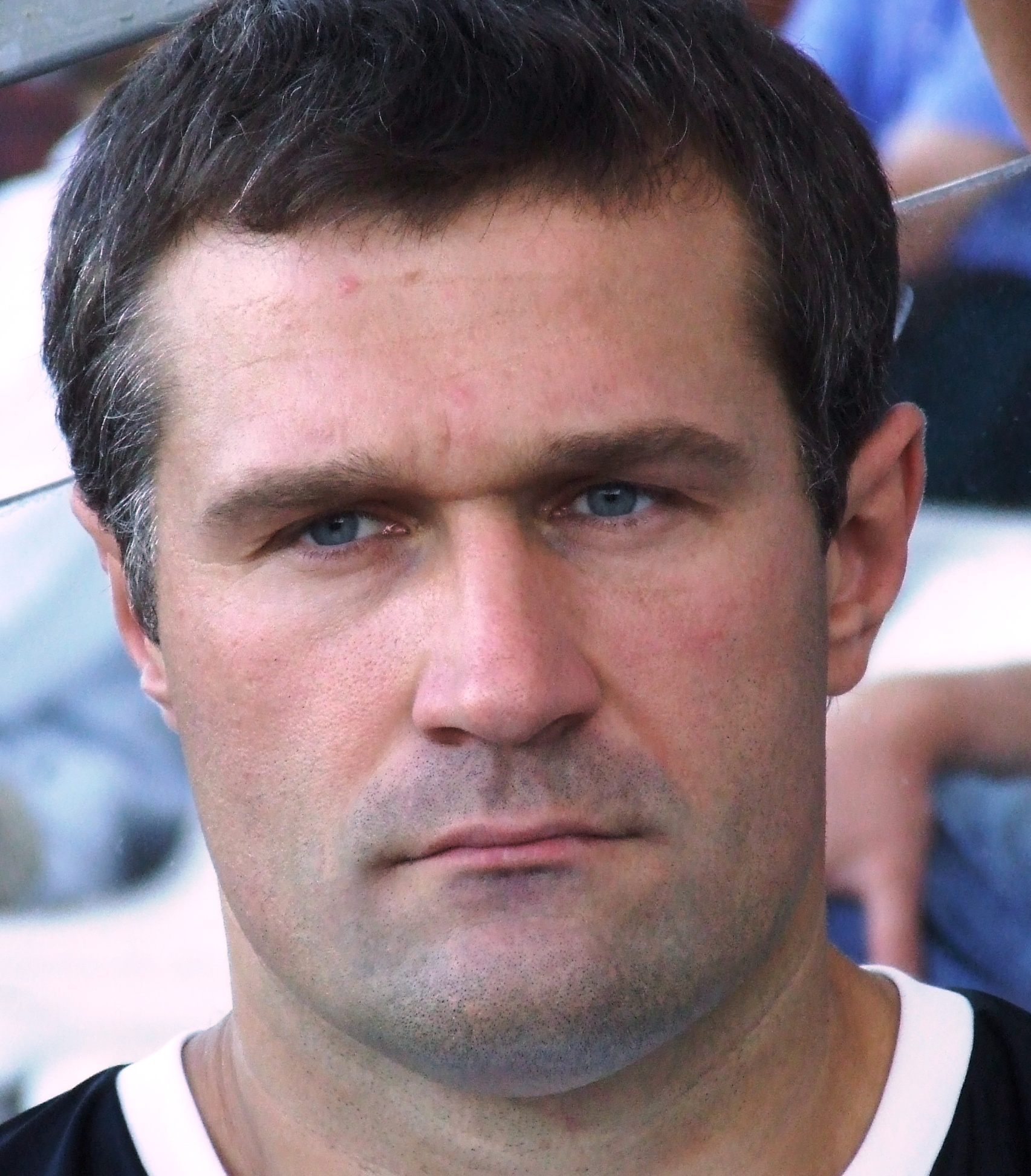
Virgilijus Alekna

- 14. Februar: Andrée Jeglertz, schwedischer Fußballspieler und -trainer
- 15. Februar: Stephen Arigbabu, deutscher Basketballspieler
- 15. Februar: Jaromír Jágr, tschechischer Eishockeyspieler
- 16. Februar: Grit Breuer, deutsche Leichtathletin
- 17. Februar: Eugenio Amore, italienischer Beachvolleyballspieler
- 17. Februar: Johnny Jensen, norwegischer Handballspieler
- 17. Februar: Nani Roma, spanischer Motorradrennfahrer
- 17. Februar: Andrei Tschemerkin, russischer Gewichtheber im Superschwergewicht und Olympiasieger
- 18. Februar: Khalid Al-Qassimi, arabischer Rallyefahrer
- 19. Februar: Allan Bo Andresen, dänischer Straßenradrennfahrer
- 21. Februar: Alan Norris, englischer Dartspieler
- 22. Februar: Haim Revivo, israelischer Fußballspieler
- 22. Februar: Markus Rühl, deutscher Bodybuilder

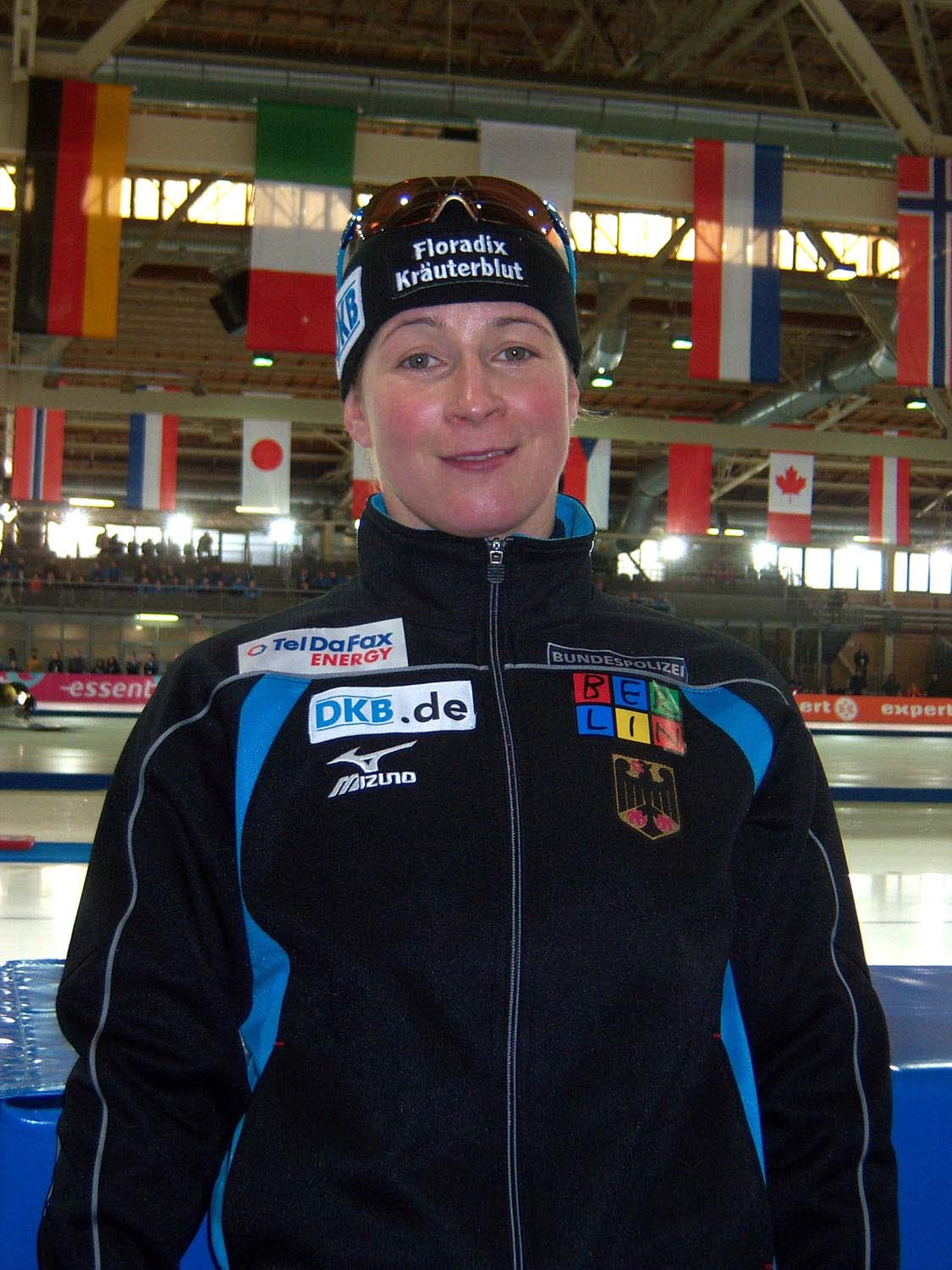
Claudia Pechstein

- 22. Februar: Claudia Pechstein, deutsche Eisschnellläuferin und Olympiasiegerin
- 22. Februar: Michael Chang, US-amerikanischer Tennisspieler
- 24. Februar: Delilah Asiago, kenianische Langstreckenläuferin
- 24. Februar: Manon Rhéaume, kanadische Eishockeyspielerin
- 26. Februar: Dino Cerimagić, bosnisch-herzegowinischer Poolbillardspieler
- 27. Februar: Michaël Paquay, belgischer Motorradrennfahrer († 1998)

### März
- 02. März: Mauricio Pochettino, argentinischer Fußballspieler
- 03. März: Darren Anderton, englischer Fußballspieler
- 04. März: Dirk Lottner, deutscher Fußballspieler
- 04. März: Yann Bonato, französischer Basketballspieler

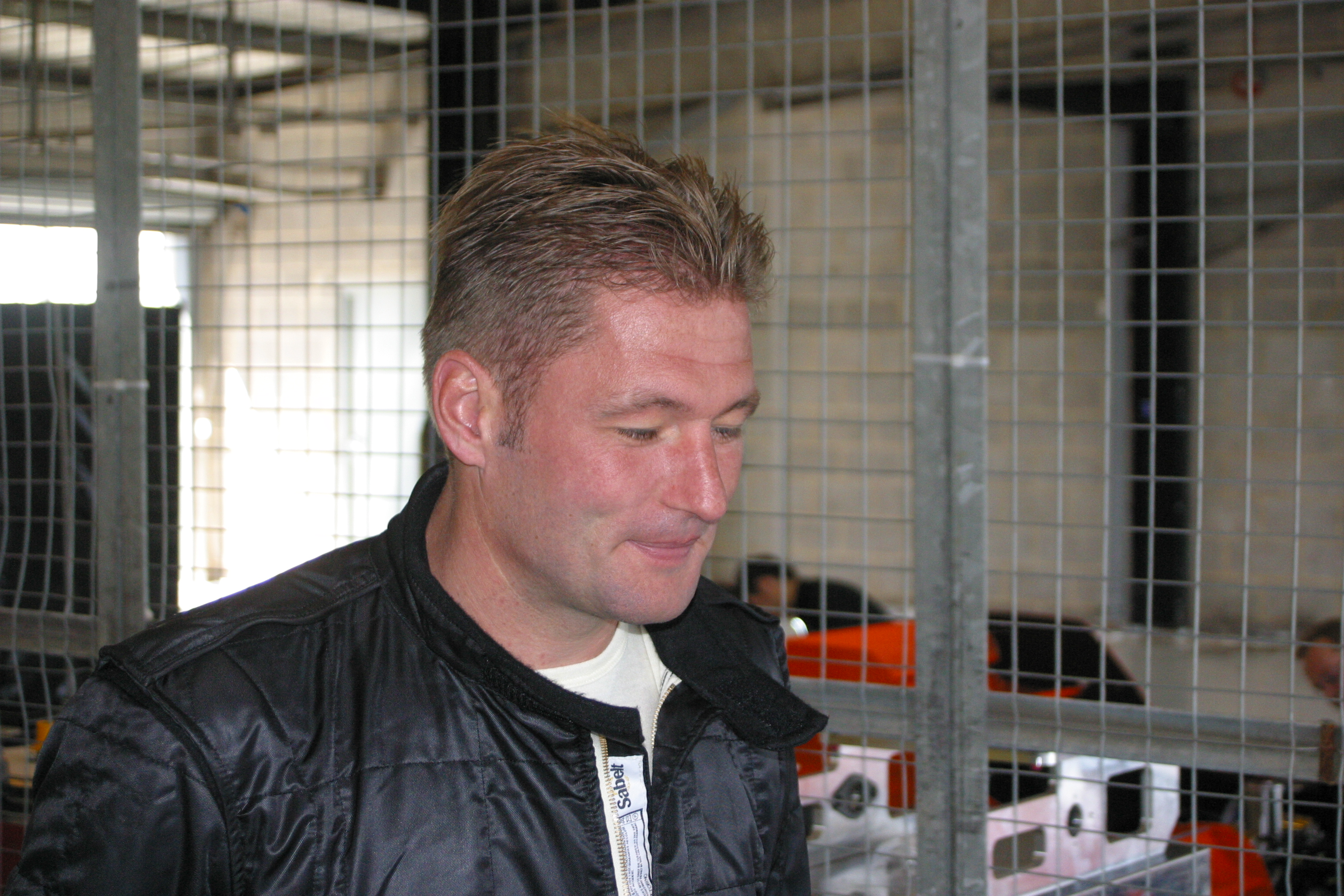
Jos Verstappen

- 04. März: Jos Verstappen, niederländischer Automobilrennfahrer
- 06. März: Chris Taylor, kanadischer Eishockeyspieler
- 06. März: Peter Sendel, deutscher Biathlet

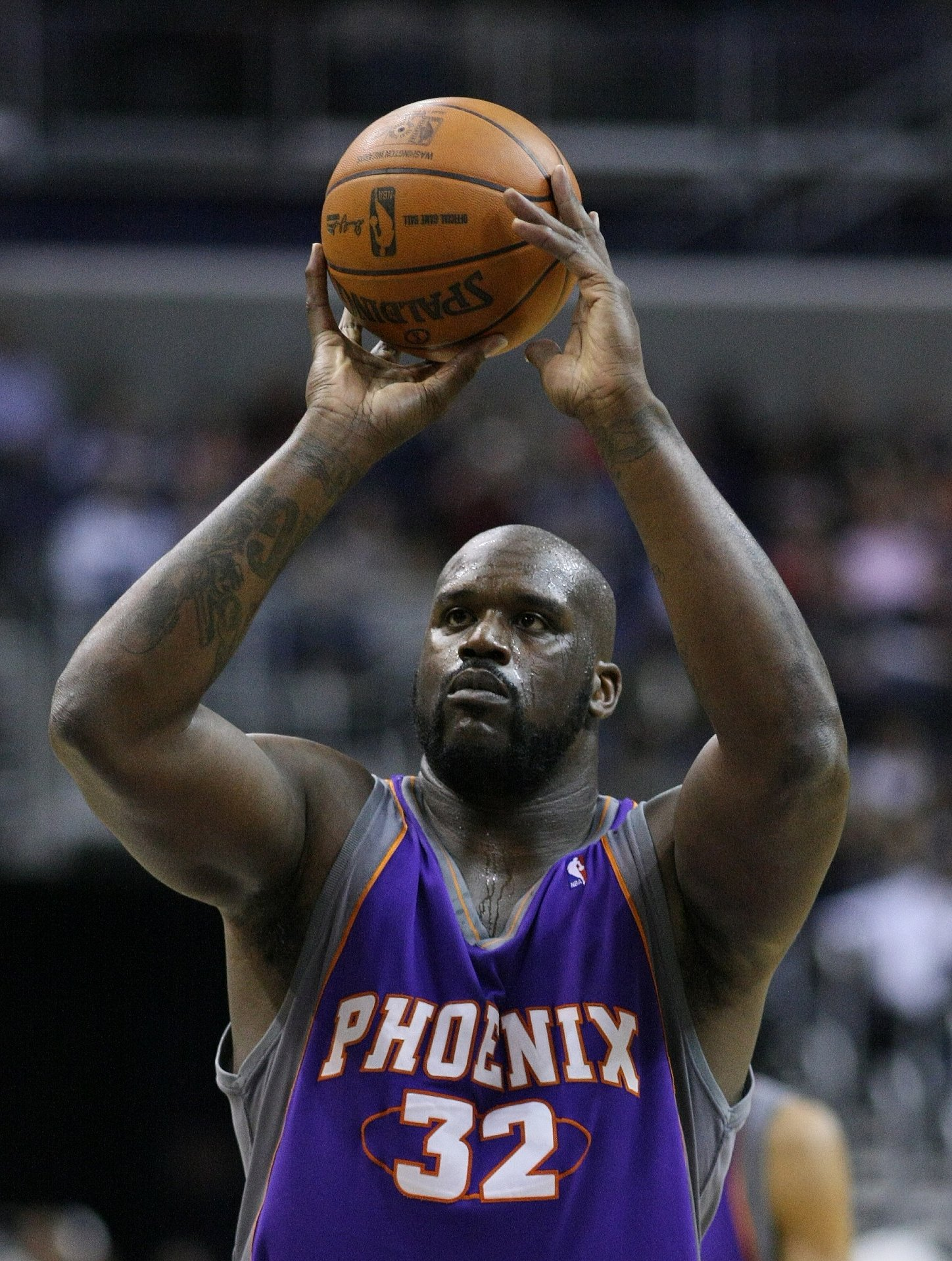
Shaquille O’Neal

- 06. März: Shaquille O’Neal, US-amerikanischer Basketballspieler
- 08. März: Fergal O’Brien, irischer Snookerspieler
- 12. März: Andreas Tzermiadianos, griechischer Schachspieler
- 15. März: Elio Aggiano, italienischer Radrennfahrer
- 16. März: Katja Bornschein, deutsche Fußballspielerin
- 17. März: Phillip Archer, englischer Golfer
- 17. März: Oxana Grischtschuk, russische Eiskunstläuferin und Olympiasiegerin
- 17. März: Mia Hamm, US-amerikanische Fußballspielerin
- 19. März: Julie Lunde Hansen, norwegische Skirennläuferin
- 20. März: Pedro Lamy, portugiesischer Automobilrennfahrer
- 21. März: Derartu Tulu, äthiopische Leichtathletin
- 21. März: Chris Candido, US-amerikanischer Wrestler († 2005)
- 22. März: Cory Lidle, US-amerikanischer Baseballspieler († 2006)
- 23. März: Joe Calzaghe, walisischer Boxer
- 23. März: Erwin Vervecken, belgischer Radrennfahrer
- 25. März: Roberto Miguel Acuña Cabello, paraguayischer Fußballspieler
- 26. März: Tor Graves, thailändischer Automobilrennfahrer
- 26. März: Trevor Kidd, kanadischer Eishockeyspieler
- 27. März: Aziz Acharki, deutscher Taekwondo-Trainer
- 28. März: Olga Jegorowa, russische Langstreckenläuferin
- 29. März: Rui Costa, portugiesischer Fußballspieler
- 29. März: Christian Scheffler, deutscher Handballspieler

### April
- 01. April: Malik Beširević, deutscher Handballspieler
- 02. April: Calvin Davis, US-amerikanischer Sprinter († 2023)
- 02. April: Gwen Giabbani, französischer Motorradrennfahrer
- 02. April: Samir Kamouna, ägyptischer Fußballspieler
- 03. April: Veronika Martinek, deutsche Tennisspielerin

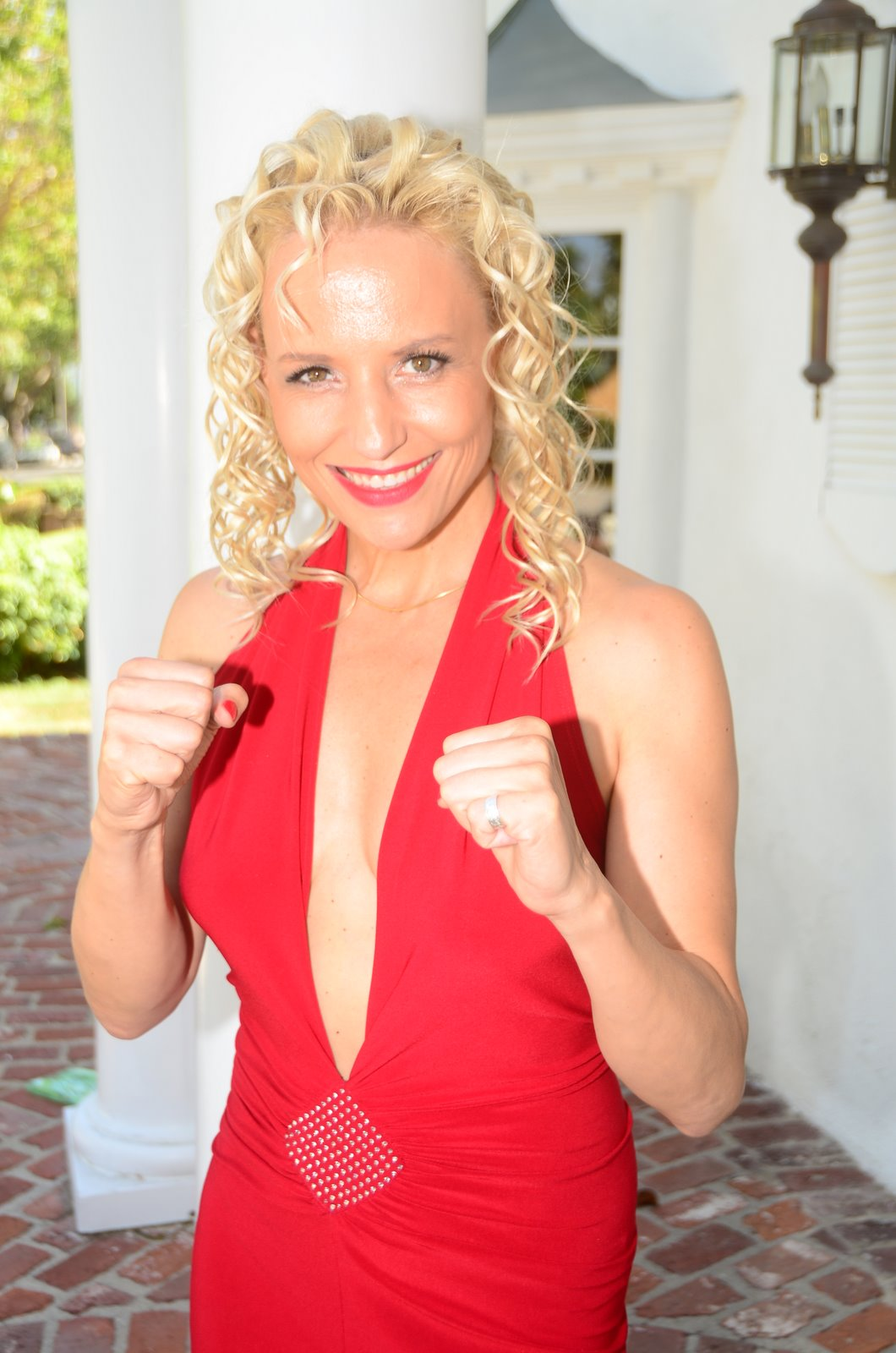
Daisy Lang

- 04. April: Daisy Lang, bulgarische Boxerin und Kampfsportlerin sowie Schauspielerin
- 05. April: Tom Coronel, niederländischer Automobilrennfahrer
- 05. April: Paul Okon, australischer Fußballspieler
- 06. April: Ralf Bucher, Fußballspieler
- 08. April: Katrina Powell, australische Hockeyspielerin
- 12. April: René Cattarinussi, italienischer Biathlet
- 13. April: John van Buskirk, US-amerikanischer Fußballspieler und -trainer
- 13. April: Qurban Qurbanov, aserbaidschanischer Fußballspieler
- 15. April: Giuseppe Reina, deutscher Fußballspieler
- 16. April: Andreas Dittmer, deutscher Kanute
- 16. April: Conchita Martínez, spanische Tennisspielerin

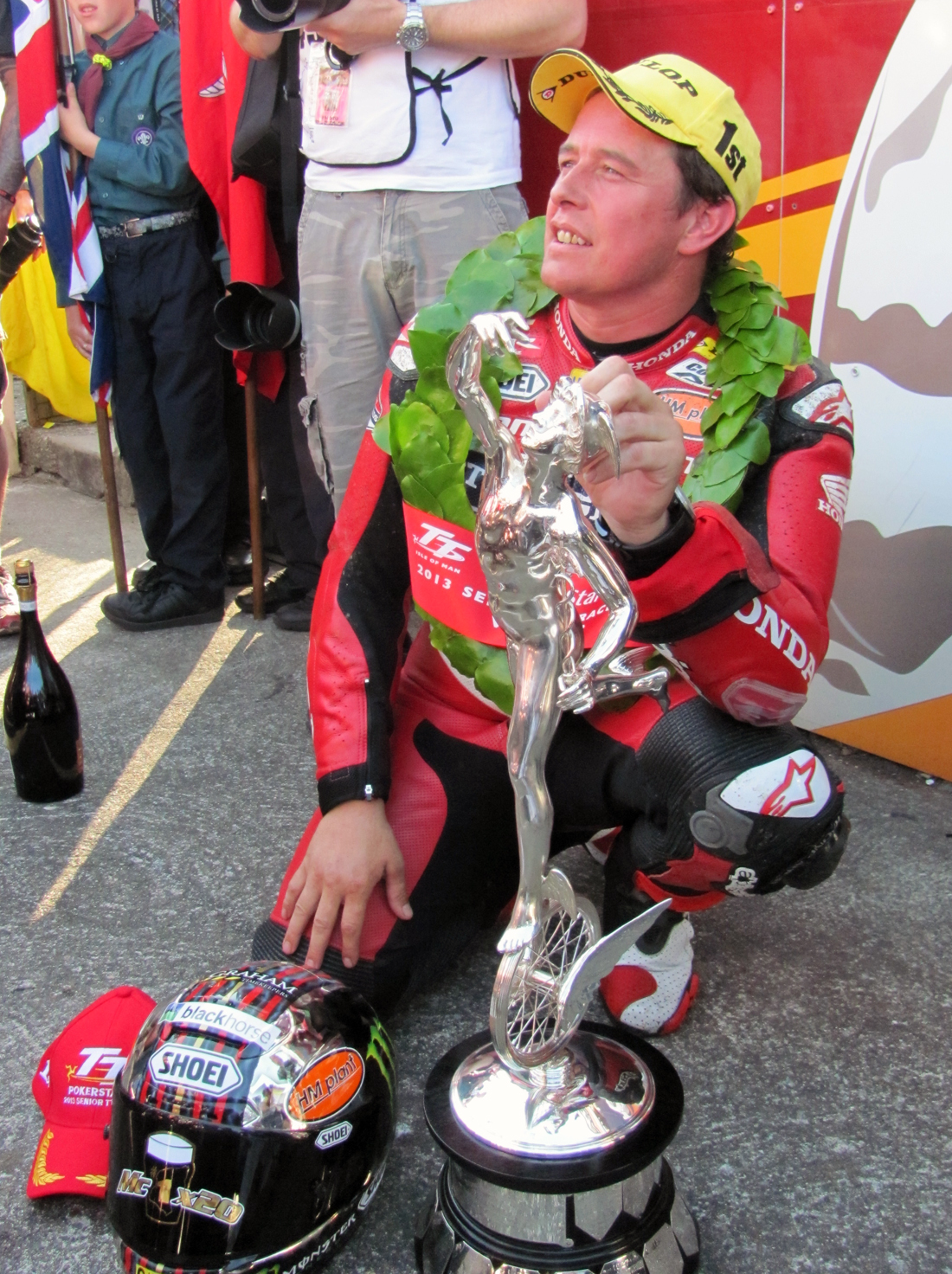
John McGuinness

- 16. April: John McGuinness, britischer Motorradrennfahrer
- 16. April. Paolo Negro, italienischer Fußballspieler
- 17. April: Yūichi Nishimura, japanischer Fußballschiedsrichter
- 18. April: Lars Christiansen, dänischer Handballspieler
- 18. April: Garry McCoy, australischer Motorradrennfahrer
- 18. April: Michael Rutter, britischer Motorradrennfahrer
- 19. April: Sonja Nef, Schweizer Skirennläuferin
- 19. April: Rivaldo, brasilianischer Fußballspieler
- 20. April: Swetlana Ischmuratowa, russische Biathletin und Olympiasiegerin 2006
- 22. April: Sabine Appelmans, belgische Tennisspielerin
- 22. April: Radwan Yasser, ägyptischer Fußballspieler
- 24. April: Adhemar, brasilianischer Fußballspieler
- 24. April: Anne Dorthe Tanderup, dänische Handballspielerin
- 25. April: Wladimir Wolodenkow, russischer Ruderer und Olympiadritter 1996
- 29. April: Ludwig Ernstsson, schwedischer Fußballspieler und -trainer
- 29. April: Marko Rehmer, deutscher Fußballspieler

### Mai
- 02. Mai: Irena Česneková, tschechische Biathletin
- 02. Mai: Steffen Ziesche, deutscher Eishockeyspieler
- 05. Mai: Armin Arslanagić, bosnisch-deutscher Eishockeyspieler
- 05. Mai: Žigmund Pálffy, slowakischer Eishockeyspieler
- 06. Mai: Sébastien Amiez, französischer Skirennläufer
- 06. Mai: Martin Brodeur, kanadischer Eishockeyspieler
- 06. Mai: Naoko Takahashi, japanische Leichtathletin und Olympiasiegerin
- 08. Mai: Xavier Amigo, spanischer Rallye-Copilot
- 08. Mai: Max Rauffer, deutscher Skirennfahrer
- 10. Mai: John Lardner, schottischer Snookerspieler
- 10. Mai: Katja Seizinger, deutsche Skirennläuferin
- 10. Mai: Christian Wörns, deutscher Fußballspieler
- 11. Mai: Gabriele Colombo, italienischer Radrennfahrer
- 11. Mai: Tomáš Dvořák, tschechischer Leichtathlet
- 12. Mai: Damian McDonald, australischer Radrennfahrer († 2007)
- 12. Mai: Swetlana Wyssokowa, russische Eisschnellläuferin
- 15. Mai: Isidre Esteve Pujol, spanischer Endurorennfahrer
- 17. Mai: Marta Andrade, spanische Eiskunstläuferin
- 18. Mai: Nordin ben Salah, niederländischer Boxer († 2004)
- 19. Mai: Alexander Golubew, russischer Eisschnellläufer und Olympiasieger 1994
- 22. Mai: Morten Bjerre, dänischer Handballspieler

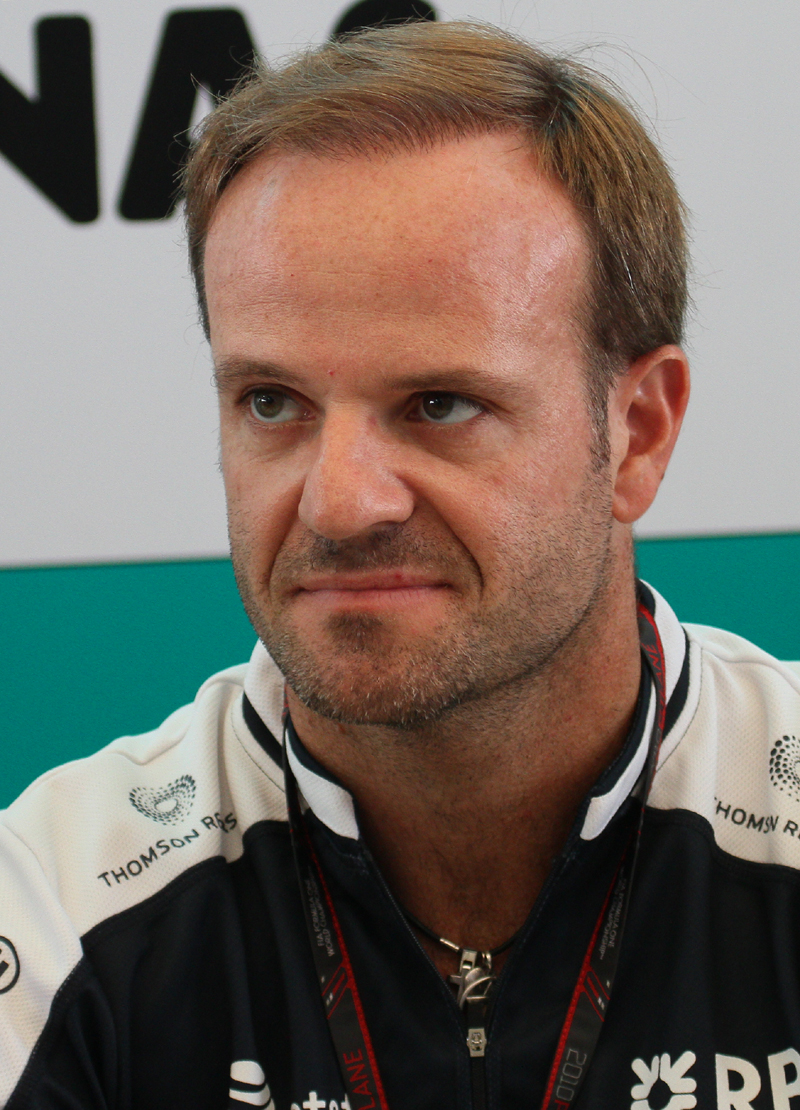
Rubens Barrichello

- 23. Mai: Rubens Barrichello, brasilianischer Automobilsportler und Automobilrennfahrer
- 27. Mai: Agueda Amaral, osttimoresische Marathonläuferin
- 28. Mai: Michael Boogerd, niederländischer Radrennfahrer
- 31. Mai: Heidi Astrup, dänische Handballspielerin
- 31. Mai: Frode Estil, norwegischer Skilangläufer
- 31. Mai: Sébastien Barberis, Schweizer Fußballspieler
- 31. Mai: John Godina, US-amerikanischer Kugelstoßer

### Juni
- 02. Juni: Zahia Dahmani, französische Langstreckenläuferin
- 02. Juni: Francesc Soria, andorranischer Fußballspieler
- 06. Juni: Noriaki Kasai, japanischer Skispringer
- 08. Juni: Marlene West, jamaikanisch-kaimanische Squashspielerin
- 09. Juni: Sandro Cois, italienischer Fußballspieler
- 09. Juni: Matt Horsley, australischer Fußballspieler
- 12. Juni: Inger Miller, US-amerikanische Leichtathletin
- 13. Juni: Meelis Aasmäe, Skilangläufer, Skilanglauf- und Biathlontrainer
- 14. Juni: Elisabeth Rauchenberger, Schweizer Gleitschirmpilotin
- 15. Juni: Jean-François Labbé, kanadischer Eishockeyspieler
- 15. Juni: Stefan Malz, deutscher Fußballspieler und -trainer
- 16. Juni: Olena Antonowa, ukrainische Diskuswerferin
- 17. Juni: Iztok Čop, slowenischer Ruderer
- 19. Juni: Nicola Celio, Schweizer Eishockeyspieler
- 19. Juni: Ilja Markow, russischer Leichtathlet
- 21. Juni: Nobuharu Asahara, japanischer Leichtathlet
- 21. Juni: Åsa Mogensen, schwedische Handballspielerin
- 22. Juni: Dariusz Baranowski, polnischer Radrennfahrer
- 22. Juni: Zakaria Asidah, dänischer Taekwondoin
- 23. Juni: Monika Meyer, deutsche Fußballspielerin

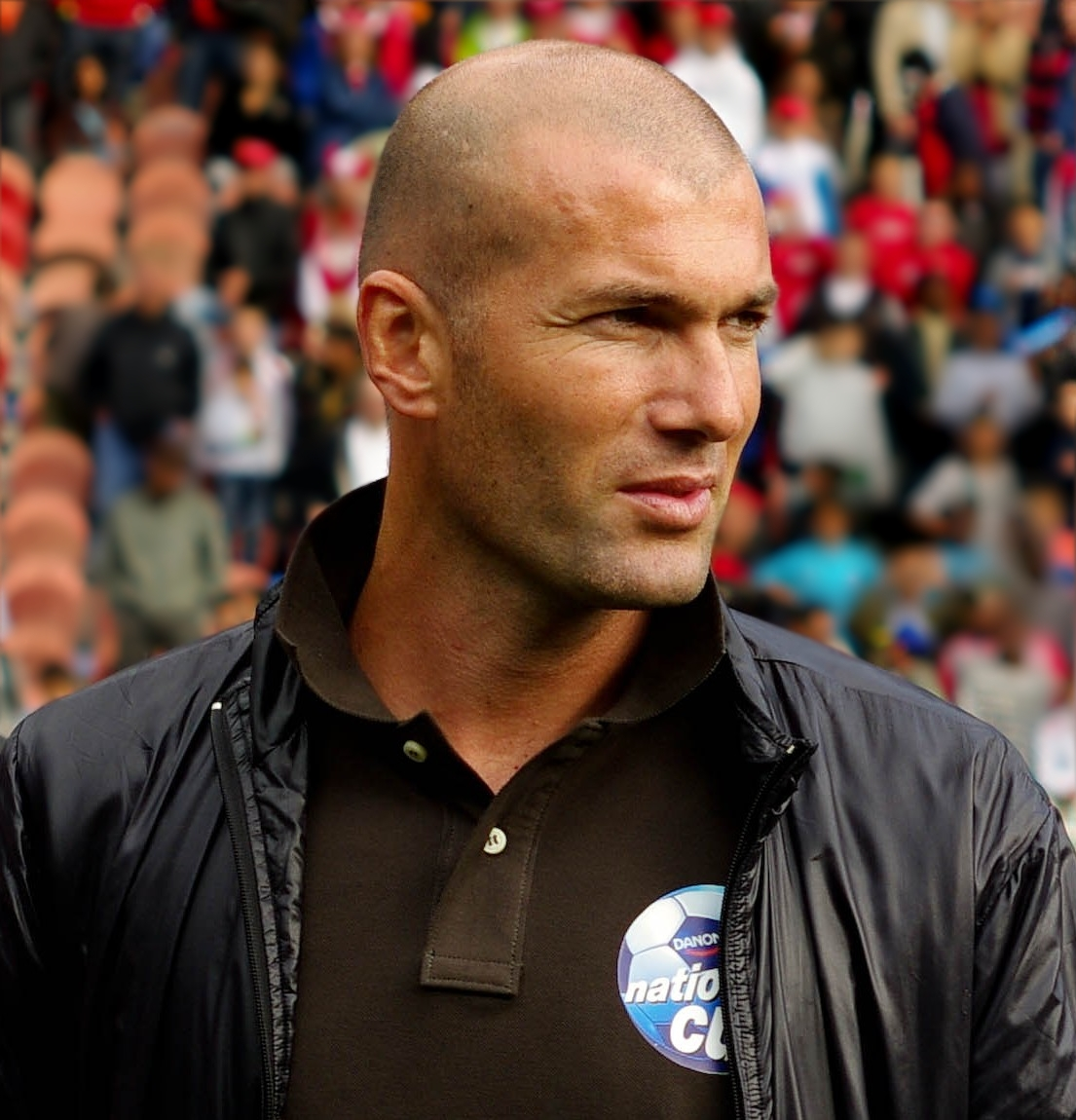
Zinédine Zidane

- 23. Juni: Zinédine Zidane, französischer Fußballspieler
- 24. Juni: Mitch Berger, US-amerikanischer American-Football-Spieler
- 24. Juni: Robbie McEwen, australischer Radrennfahrer
- 25. Juni: Ayhan Gezen, deutsch-türkischer Fußballspieler
- 25. Juni: Peter Möller, schwedischer Handballspieler
- 25. Juni: Thorsten Schoen, deutscher Beachvolleyballspieler
- 27. Juni: Xavier Pompidou, französischer Automobilrennfahrer
- 28. Juni: Marija Butyrskaja, russische Eiskunstläuferin
- 29. Juni: Sylvie Plaisant, französische Tischtennisspielerin

### Juli
- 01. Juli: Bruno Kernen, Schweizer Skirennläufer
- 01. Juli: Steffi Nerius, deutsche Leichtathletin
- 01. Juli: Jörn Schläger, deutscher Handballtrainer und -spieler
- 04. Juli: Alexei Schirow, russisch-lettischer Schachspieler
- 04. Juli: Karin Thürig, Schweizer Radsportlerin und Duathletin
- 05. Juli: Niki Aebersold, Schweizer Radrennfahrer
- 06. Juli: Schanna Block, ukrainische Sprinterin
- 07. Juli: Manfred Stohl, österreichischer Rallyefahrer
- 13. Juli: Héber Lopes, brasilianischer Fußballschiedsrichter
- 14. Juli: Aron Kristjánsson, isländischer Handballspieler und -trainer
- 17. Juli: Jaap Stam, niederländischer Fußballspieler
- 17. Juli: Erik Wudtke, deutscher Handballspieler und -trainer
- 19. Juli: Ulrike Puchner, österreichische Leichtathletin
- 19. Juli: Ebbe Sand, dänischer Fußballspieler
- 21. Juli: Sascha Heyer, Schweizer Beachvolleyballspieler
- 21. Juli: Catherine Ndereba, kenianische Marathonläuferin
- 22. Juli: Enid Tahirović, bosnischer Handballspieler

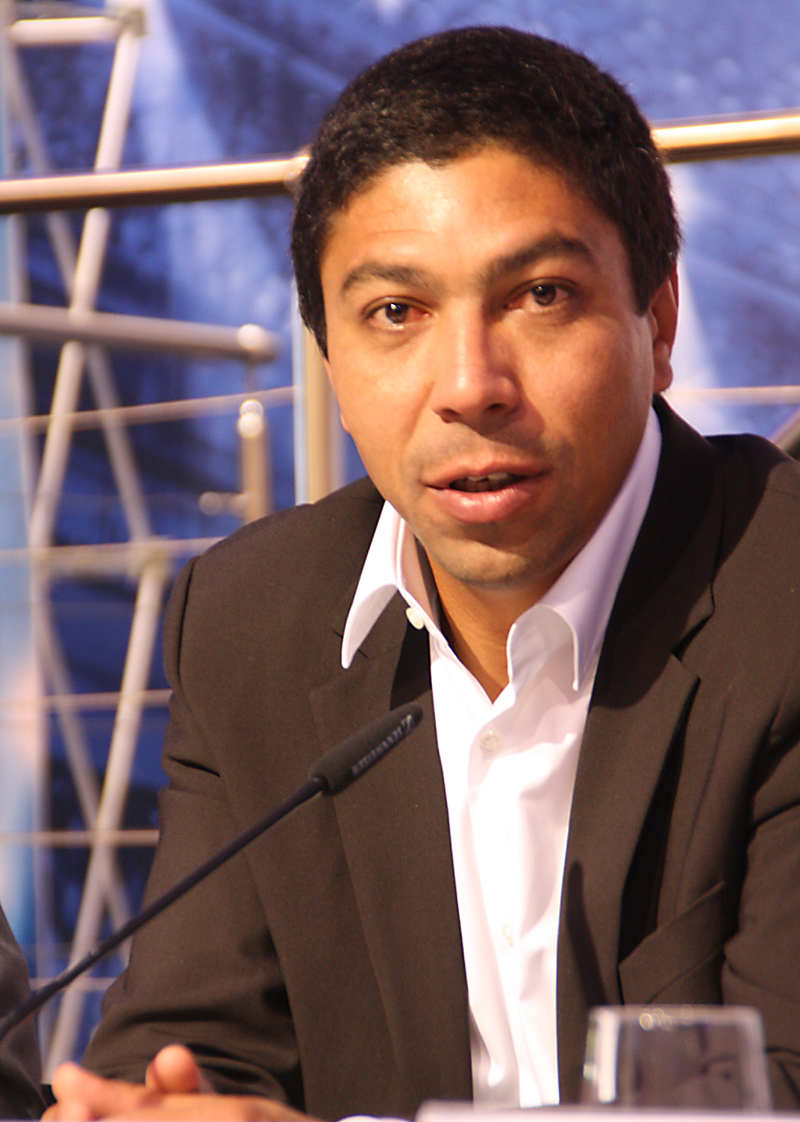
Giovane Élber

- 23. Juli: Giovane Élber, brasilianischer Fußballspieler
- 24. Juli: Kaiō Hiroyuki, japanischer Sumo-Ringer
- 25. Juli: Artjom Kopot, russischer Eishockeyspieler († 1992)
- 27. Juli: Elisângela Adriano, brasilianische Leichtathletin
- 28. Juli: Walter Bénéteau, französischer Radrennfahrer († 2022)
- 29. Juli: Daniel Sharplin, neuseeländischer Squashspieler
- 30. Juli: Edith Hunkeler, Schweizer Behindertensportlerin
- 31. Juli: Davide Corti, italienischer Fußballspieler und -trainer

### August
- 02. August: Mohammad ad-Daʿayyaʿ, saudi-arabischer Fußballtorwart
- 02. August: Daniele Nardello, italienischer Radrennfahrer
- 02. August: Corinne Rey-Bellet, Schweizer Skirennläuferin († 2006)
- 04. August: Dirk Wolf, deutscher Fußballspieler und -trainer
- 07. August: Anneliese Anglberger, österreichische Judoka
- 08. August: Axel Merckx, belgischer Radrennfahrer
- 09. August: Marcos Serrano, spanischer Radrennfahrer
- 10. August: Stefano Sacchetti, italienischer Fußballspieler und -trainer
- 10. August: Zhuang Yong, chinesische Schwimmerin
- 12. August: Andrea Dakó, ungarische Badmintonspielerin
- 12. August: Takanohana Kōji, japanischer Sumo-Ringer und 65. Yokozuna
- 12. August: Paolo Vanoli, italienischer Fußballspieler und -trainer
- 14. August: Cristian Zorzi, italienischer Skilangläufer
- 16. August: Stan Lazaridis, australischer Fußballspieler
- 16. August: Nicole Werner, deutsche Fußballspielerin und -trainerin
- 17. August: Andreas Schlütter, deutscher Skilangläufer
- 18. August: Amy Palmiero-Winters, US-amerikanische Leichtathletin
- 19. August: Roberto Abbondanzieri, argentinischer Fußballtorwart
- 20. August: Scott Quinnell, walisischer Rugbyspieler
- 21. August: al-Hassan al-Yami, saudi-arabischer Fußballspieler
- 24. August: Ian Moran, US-amerikanischer Eishockeyspieler
- 24. August: Olga Sawjalowa, russische Skilangläuferin
- 24. August: Fritz Strobl, österreichischer Skirennläufer
- 25. August: Johanna Asklöf, finnische Orientierungsläuferin
- 25. August: Alexander Schirschow, russischer Säbelfechter, Olympiasieger und Weltmeister
- 27. August: Chris Armas, US-amerikanischer Fußballspieler
- 27. August: Heinz Arzberger, österreichischer Fußballspieler

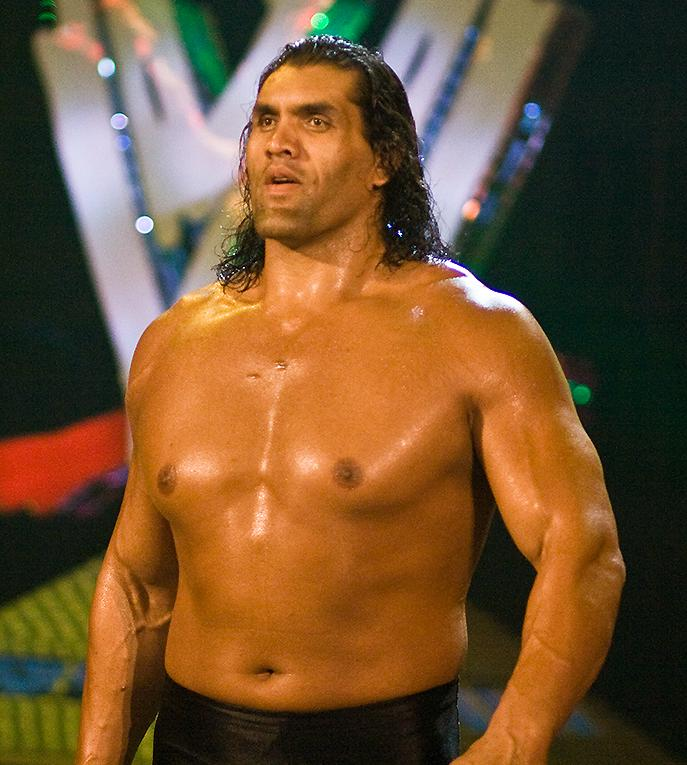
The Great Khali

- 27. August: The Great Khali, indischer Bodybuilder, Wrestler und Schauspieler
- 27. August: Denise Lewis, britische Leichtathletin
- 27. August: Roland Garber, österreichischer Radrennfahrer
- 28. August: Tim Reeves, britischer Motorradrennfahrer
- 30. August: Pavel Nedvěd, tschechischer Fußballspieler
- 31. August: Konstantinos Konstantinidis, griechischer Fußballspieler

### September

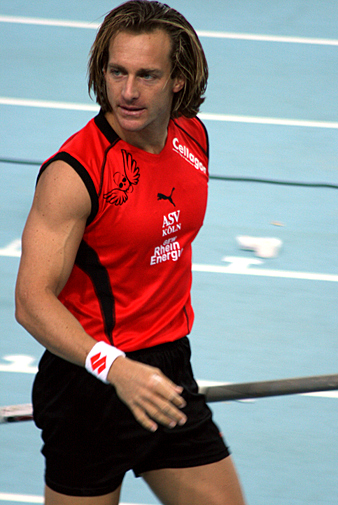
Tim Lobinger

- 01. September: Margherita Parini, italienische Snowboarderin
- 03. September: Tim Lobinger, deutscher Leichtathlet († 2023)
- 04. September: Andrea Guerra, italienischer Fußballspieler
- 06. September: Ines Jückstock, deutsche Voltigiererin
- 08. September: Markus Babbel, deutscher Fußballspieler
- 08. September: Os du Randt, südafrikanischer Rugby-Union-Spieler
- 09. September: Miriam Oremans, niederländische Tennisspielerin
- 10. September: Ghada Shouaa, syrische Leichtathletin und Siebenkämpferin
- 10. September: Bente Skari, norwegische Skilangläuferin
- 10. September: Steffen Wöller, deutscher Rennrodler
- 12. September: Anders Aukland, norwegischer Skilangläufer
- 14. September: Peter Németh, slowakischer Fußballspieler
- 15. September: Timothy Mack, US-amerikanischer Leichtathlet
- 15. September: Alois Vogl, deutscher Skifahrer
- 16. September: Vebjørn Rodal, norwegischer Leichtathlet und Olympiasieger
- 26. September: Maik Stief, deutscher Motorradrennfahrer
- 25. September: Lars Koltermann, deutscher Rudertrainer, Sportfunktionär und Rechtsanwalt
- 26. September: Maik Stief, deutscher Motorradrennfahrer
- 27. September: Aljaksej Fjodarau, weißrussischer Schachspieler
- 28. September: Werner Schlager, österreichischer Tischtennisspieler
- 29. September: Oliver Gavin, britischer Automobilrennfahrer
- 30. September: Gonçalo Amorim, portugiesischer Radrennfahrer († 2012)

### Oktober
- 01. Oktober: Abdulrahman Mohammed Abdou, katarischer Fußballschiedsrichter
- 01. Oktober: Ahn Jae-chang, südkoreanischer Badmintonspieler
- 01. Oktober: Alexander Tretjakow, russischer Ringer
- 05. Oktober: Darren Bazeley, englischer Fußballspieler und -trainer
- 05. Oktober: Warwara Selenskaja, russische Skirennläuferin
- 06. Oktober: Dominic Andres, Schweizer Curler
- 06. Oktober: Mark Schwarzer, australischer Fußballtorhüter
- 07. Oktober: Giorgio Di Centa, italienischer Skilangläufer
- 07. Oktober: Loek van Wely, niederländischer Schachspieler
- 10. Oktober: Oh Seong-ok, südkoreanische Handballspielerin
- 12. Oktober: Indika Dodangoda, sri-lankischer Snookerspieler
- 13. Oktober: Filiberto Ascuy Aguilera, kubanischer Ringer
- 15. Oktober: Carlos Checa, spanischer Motorradrennfahrer
- 15. Oktober: Axel Geerken, deutscher Handballspieler
- 16. Oktober: Tomasz Hajto, polnischer Fußballspieler
- 17. Oktober: Jorge Arreola, mexikanischer Fußballspieler
- 18. Oktober: Alex Tagliani, kanadischer Automobilrennfahrer
- 19. Oktober: Stephan Hanke, deutscher Fußballspieler
- 19. Oktober: Styliani Tsikouna, griechische Leichtathletin
- 20. Oktober: Will Greenwood, englischer Rugbyspieler
- 22. Oktober: Jacek Będzikowski, polnischer Handballspieler und -trainer
- 24. Oktober: Matt Hemingway, US-amerikanischer Leichtathlet
- 24. Oktober: Tino Mogensen, dänischer Handballspieler
- 25. Oktober: Dario Andriotto, italienischer Radrennfahrer
- 26. Oktober: Daniel Elena, monegassischer Rallyebeifahrer
- 26. Oktober: Rasmus Larsen, grönländischer Handballspieler
- 27. Oktober: Santiago Botero, kolumbianischer Radrennfahrer

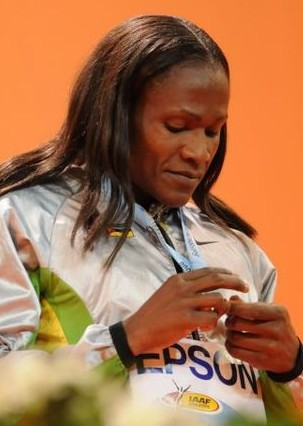
Maria Mutola

- 27. Oktober: Maria de Lurdes Mutola, mosambikanische Mittelstreckenläuferin und Olympiasiegerin
- 29. Oktober: David Grindley, britischer Leichtathlet
- 30. Oktober: Elşən Qəmbərov, aserbaidschanischer Fußballspieler

### November
- 02. November: Sargis Howsepjan, armenischer Fußballspieler
- 03. November: Michael Hofmann, deutscher Fußballtorwart
- 04. November: Luís Figo, portugiesischer Fußballspieler
- 11. November: Siegfried Baumegger, österreichischer Schachspieler und -trainer
- 11. November: Gábor Papp, ungarischer Badmintonspieler
- 12. November: Vasilios Tsiartas, griechischer Fußballspieler
- 14. November: Dariusz Żuraw, polnischer Fußballspieler
- 16. November: Steffen Weber, deutscher Handballspieler
- 18. November: Andrea Zinsli, Schweizer Skirennfahrer
- 20. November: Johan Åkerman, schwedischer Eishockeyspieler
- 20. November: Jérôme Alonzo, französischer Fußballspieler
- 21. November: Franziska Heinz, deutsche Handballspielerin und -trainerin
- 21. November: Thomas Schleicher, österreichischer Judoka († 2001)
- 21. November: Galina Kuklewa, russische Biathletin und Olympiasiegerin
- 27. November: Yōichi Ui, japanischer Motorradrennfahrer
- 28. November: Paulo José Lopes Figueiredo, angolanischer Fußballspieler
- 29. November: Oscar Ackeström, schwedischer Eishockeyspieler
- 29. November: Andreas Goldberger, österreichischer Skispringer

### Dezember

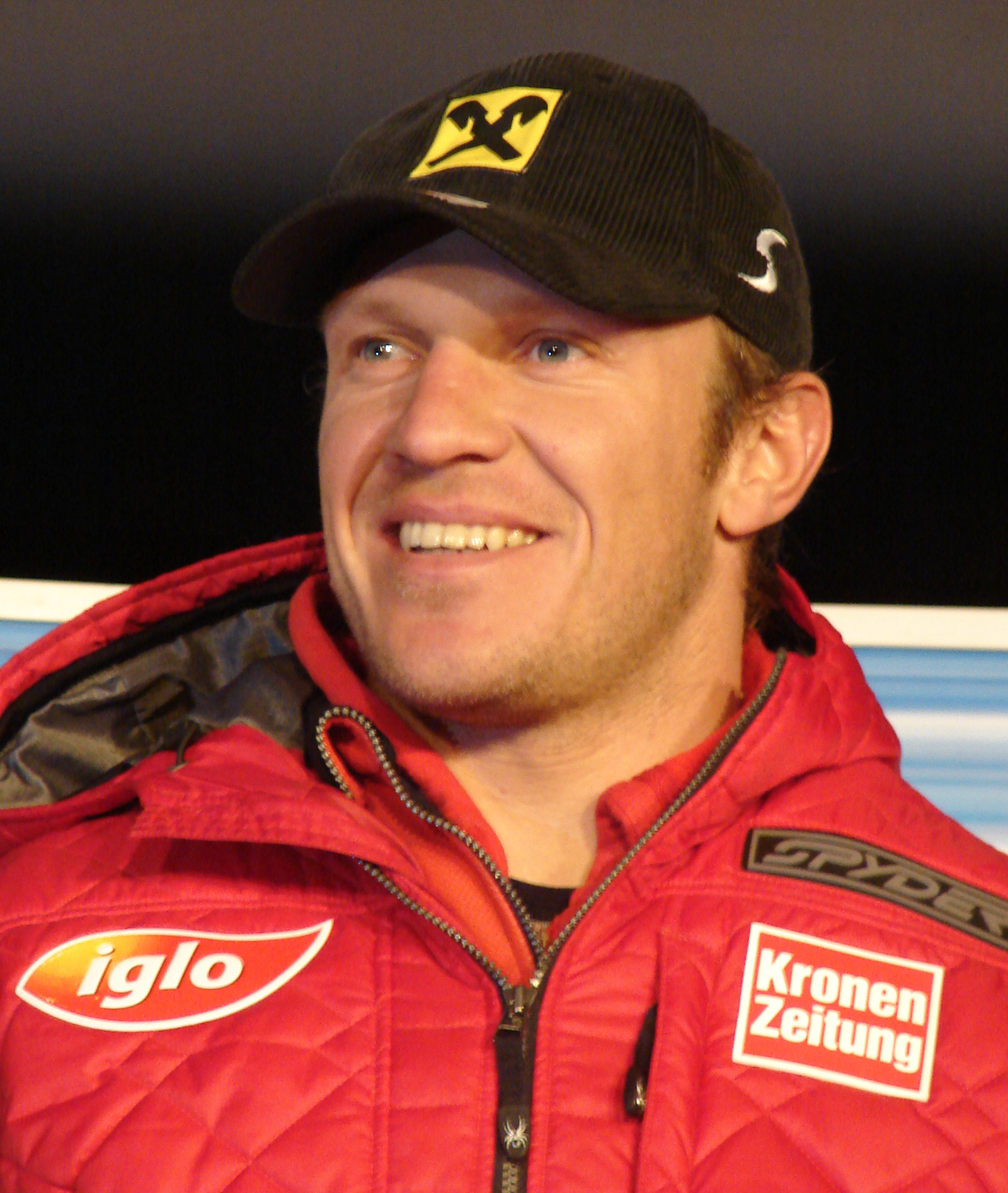
Hermann Maier

- 01. Dezember: Swetlana Baschanowa, russische Eisschnellläuferin und Olympiasiegerin 1994
- 02. Dezember: Sergejs Žoltoks, lettischer Eishockeyspieler († 2004)
- 07. Dezember: Takashi Umezawa, japanischer Fußballspieler
- 07. Dezember: Hermann Maier, österreichischer Skirennläufer und Olympiasieger
- 09. Dezember: Marcus Rominger, deutscher Handballtorwart
- 11. Dezember: Andrij Hussin, ukrainischer Fußballspieler († 2014)
- 12. Dezember: Wilson Kipketer, dänischer Mittelstreckenläufer kenianischer Herkunft
- 13. Dezember: Peter Luttenberger, österreichischer Radrennfahrer
- 15. Dezember: Sete Gibernau, spanischer Motorradrennfahrer
- 16. Dezember: Jason Young, kanadischer Eishockeyspieler
- 17. Dezember: Anton Ehmann, österreichischer Fußballspieler
- 18. Dezember: Daniel Andersson, schwedischer Fußballspieler
- 18. Dezember: Ásgeir Ásgeirsson, isländischer Snookerspieler
- 18. Dezember: Jewgenija Schischkowa, russische Eiskunstläuferin († 2025)
- 18. Dezember: Mitko Stojkovski, mazedonischer Fußballspieler und -funktionär
- 20. Dezember: Anja Rücker, deutsche Leichtathletin
- 21. Dezember: Claudia Poll, costa-ricanische Schwimmerin
- 22. Dezember: Franck Cammas, französischer Profisegler
- 22. Dezember: Steffi Jones, deutsche Fußballspielerin
- 22. Dezember: Ali Al Badwawi, Fußballschiedsrichter (Vereinigte Arabische Emirate)
- 22. Dezember: Alexandre Moos, Schweizer Radrennfahrer
- 25. Dezember: Qu Yunxia, chinesische Mittel- und Langstreckenläuferin
- 27. Dezember: Thomas Grandi, kanadischer Skirennfahrer
- 27. Dezember: Hocine Soltani, algerischer Boxer († 2002)
- 28. Dezember: Patrick Rafter, australischer Tennisspieler
- 30. Dezember: Daniel Amokachi, nigerianischer Fußballspieler
- 31. Dezember: Mathias Hain, deutscher Fußballspieler

## Gestorben

### Januar
- 08. Januar: Otto Röhr, deutscher Leichtathlet (* 1891)
- 11. Januar: Alphonse Van Mele, belgischer Turner (* 1891)
- 11. Januar: Gustav Wagner, luxemburgischer Bobfahrer (* 1901)
- 17. Januar: Alojz Klančnik, jugoslawischer Skilangläufer (* 1912)
- 18. Januar: Jacques Majerus, luxemburgischer Radrennfahrer (* 1916)
- 18. Januar: Bohumil Turek, tschechoslowakischer Motorrad- und Automobilrennfahrer (* 1901)
- 19. Januar: Arturo Moroni, italienischer Ruderer (* 1904)
- 24. Januar: Gyula Bóbis, ungarischer Ringer (* 1909)
- 26. Januar: Arthur Fulton, britischer Sportschütze (* 1887)
- 27. Januar: Georg Köhler, deutscher Fußballspieler und -trainer (* 1900)

### Februar
- 03. Februar: Sverre Grøner, norwegischer Turner (* 1890)
- 11. Februar: Kalle Westerlund, finnischer Ringer (* 1897)
- 14. Februar: Andreas Cervin, schwedischer Turner (* 1888)
- 17. Februar: Martin Schröttle, deutscher Eishockeyspieler (* 1901)
- 23. Februar: Mathias Sancassiani, luxemburgischer Boxer (* 1907)
- 25. Februar: Gottfried Fuchs, deutscher Fußballspieler (* 1889)
- 25. Februar: Mehmet Leblebi, türkischer Fußballspieler und Leichtathlet (* 1908)

### März
- 02. März: Robert Andersson, schwedischer Schwimmer, Turmspringer und Wasserballspieler (* 1886)
- 02. März: Achille Bacher, italienischer Skilangläufer (* 1900)
- 05. März: Helmut Körnig, deutscher Leichtathlet (* 1905)
- 06. März: Karl Jordan, deutscher Turner (* 1888)
- 06. März: Fritz Stolze, deutscher Wasserballspieler (* 1910)
- 13. März: Ernst Gaste, deutscher Eiskunstläufer (* 1898)
- 14. März: Norman Cohn-Armitage, US-amerikanischer Fechter (* 1907)
- 17. März: Adolphe Bousquet, französischer Rugbyspieler (* 1899)
- 18. März: Jeanette Kessler, britische Skirennläuferin (* 1908)
- 20. März: Peter Marius Andersen, dänischer Fußballspieler (* 1885)
- 20. März: Gerard Bosch van Drakestein, niederländischer Bahnradsportler, Radsportfunktionär und Sportjournalist (* 1887)
- 27. März: Lorenzo Wright, US-amerikanischer Leichtathlet und Olympiasieger (* 1926)
- 29. März: Ludvig Dam, dänischer Schwimmer (* 1884)

### April
- 01. April: Bruno Boche, deutscher Hockeyspieler (* 1897)
- 01. April: Paul Van den Broeck, belgischer Bobfahrer und Eishockeyspieler (* 1904)
- 03. April: Paul Kellner, deutscher Schwimmer (* 1890)
- 04. April: Hugo Goetz, US-amerikanischer Schwimmer (* 1884)
- 06. April: Olaf Pedersen, dänischer Turner (* 1884)
- 08. April: Sherwin Badger, US-amerikanischer Eiskunstläufer (* 1901)
- 11. April: Reidar Ødegaard, norwegischer Skilangläufer und Nordischer Kombinierer (* 1901)
- 12. April: Niels Kristian Nielsen, dänischer Turner (* 1897)
- 14. April: George Cortlever, niederländischer Schwimmer und Wasserballspieler (* 1885)
- 19. April: Luigi Poggi, italienischer Segler (* 1906)
- 26. April: Einar Lindqvist, schwedischer Bandy- und Eishockeyspieler (* 1895)
- 28. April: Paulus af Uhr, schwedischer Leichtathlet (* 1892)
- 29. April: Isak Abrahamsen, norwegischer Turner (* 1891)
- 30. April: Joseph Ryan, US-amerikanischer Ruderer (* 1879)
- 000April: George Weightman-Smith, südafrikanischer Leichtathlet (* 1905)

### Mai
- 03. Mai: Emil Breitkreutz, US-amerikanischer Leichtathlet und Basketballtrainer (* 1883)
- 03. Mai: Georg von Kaufmann, deutscher Skilangläufer und Bergsteiger (* 1907)
- 04. Mai: Josep Samitier, spanischer Fußballtrainer und -spieler (* 1972)
- 05. Mai: Charles Mayer, US-amerikanischer Boxer (* 1882)
- 06. Mai: Paul Mehl, deutscher Fußballspieler (* 1912)
- 10. Mai: Winifred Beamish, englische Tennisspielerin (* 1883)
- 14. Mai: Carlos Van den Driessche, belgischer Eishockeyspieler (* 1901)
- 15. Mai: Louis Noverraz, Schweizer Segler (* 1902)
- 17. Mai: Gordon Lowe, englischer Tennisspieler (* 1884)
- 22. Mai: Andor Szende, ungarischer Eiskunstläufer (* 1886)
- 24. Mai: Harald Hagen, norwegischer Segler (* 1902)
- 25. Mai: Alfred Huber, österreichischer Tennisspieler und Eishockeytorhüter (* 1930)
- 27. Mai: David Hall, US-amerikanischer Leichtathlet (* 1875)
- 000Mai: Fridrihs Ukstiņš, lettischer Radrennfahrer (* 1895)

### Juni
- 01. Juni: George Guthrie, US-amerikanischer Leichtathlet (* 1904)
- 09. Juni: Cees ten Cate, niederländischer Fußballspieler (* 1890)
- 11. Juni: Jewgeni Babitsch, sowjetisch-russischer Eishockeyspieler und Olympiasieger 1956 (* 1921)
- 12. Juni: John Guest, kanadischer Ruderer (* 1906)
- 13. Juni: Nathan Bor, US-amerikanischer Boxer (* 1913)
- 15. Juni: Rudolf Wurmbrand, österreichischer Eishockeyspieler (* 1922)
- 19. Juni: Kristjan Larsen, dänischer Turner (* 1895)
- 21. Juni: Nihat Bekdik, türkischer Fußballspieler (* 1902)
- 22. Juni: Sven Hanson, schwedischer Schwimmer (* 1892)
- 24. Juni: Belle White, britische Wasserspringerin (* 1894)
- 25. Juni: Carlo Agostoni, italienischer Fechter (* 1909)
- 30. Juni: Joe Deakin, britischer Mittelstreckenläufer (* 1879)

### Juli
- 02. Juli: Marcel Chauvigné, französischer Ruderer (* 1911)
- 04. Juli: Eduard Scherrer, Schweizer Bobfahrer (* 1890)
- 07. Juli: Marcel-Frédéric Lubin-Lebrère, französischer Rugby-Union-Spieler (* 1891)
- 08. Juli: Oluf Husted-Nielsen, dänischer Turner (* 1888)
- 10. Juli: Francis Gailey, australisch-US-amerikanischer Schwimmer (* 1881)
- 17. Juli: Oscar Engelstad, norwegischer Turner (* 1882)
- 19. Juli: Richard Duckett, kanadischer Lacrosse- und Eishockeyspieler (* 1885)
- 19. Juli: Aarne Lindholm, finnischer Langstreckenläufer (* 1889)
- 19. Juli: Hans Schneider, deutscher Wasserballspieler (* 1909)
- 21. Juli: Ralph Craig, US-amerikanischer Leichtathlet (* 1889)
- 22. Juli: Otto Blom, niederländischer Tennisspieler (* 1887)
- 24. Juli: John Fuhrer, US-amerikanischer Dreispringer (* 1880)
- 26. Juli: Joop Boutmy, niederländischer Fußballspieler (* 1894)
- 30. Juli: Mór Kóczán, ungarischer Speerwerfer (* 1885)
- 30. Juli: Arne Sunde, norwegischer Sportschütze (* 1883)
- 31. Juli: Jan Diddens, belgischer Fußballspieler (* 1906)
- 31. Juli: Hakon Leffler, schwedischer Tennisspieler (* 1887)
- 31. Juli: Ivan Möller, schwedischer Leichtathlet (* 1884)
- 000Juli: Benito Contreras, mexikanischer Fußballspieler (* 1905)

### August
- 01. August: Pietro Ghersi, italienischer Automobil- und Motorradrennfahrer (* 1899)
- 04. August: Tor Norberg, schwedischer Turner (* 1888)
- 06. August: Torkel Persson, schwedischer Skilangläufer (* 1894)
- 09. August: Hubert Caldwell, US-amerikanischer Ruderer (* 1907)
- 11. August: Józef Lange, polnischer Radrennfahrer (* 1897)
- 13. August: Armand Burtin, französischer Leichtathlet (* 1896)
- 15. August: Reginald Uba, estnischer Leichtathlet (* 1911)
- 17. August: John Murphy, US-amerikanischer Leichtathlet (* 1895)
- 22. August: William Eastcott, kanadischer Sportschütze (* 1883)
- 22. August: Ángel Romano, uruguayischer Fußballspieler (* 1893)
- 23. August: Maiola Kalili, US-amerikanischer Schwimmer (* 1909)
- 23. August: Arthur Russell, britischer Leichtathlet (* 1886)
- 25. August: Magnus Konow, norwegischer Segler (* 1887)
- 28. August: Gustaf Grönberger, schwedischer Tauzieher (* 1882)

### September
- 01. September: Hans Haußmann, deutscher Hockeyspieler (* 1900)
- 01. September: Tor Lund, norwegischer Turner (* 1888)
- 04. September: Aage Jørgensen, dänischer Turner (* 1900)
- 08. September: Warren Kealoha, US-amerikanischer Schwimmer (* 1903)
- 08. September: Harry Steel, US-amerikanischer Ringer (* 1899)
- 14. September: Arnaldo Carli, italienischer Radrennfahrer (* 1901)
- 16. September: Jan de Natris, niederländischer Fußballspieler (* 1895)
- 18. September: Per Bertilsson, schwedischer Turner (* 1892)
- 21. September: Albert Beier, deutscher Fußballspieler (* 1900)

### Oktober
- 01. Oktober: Ejvind Blach, dänischer Hockeyspieler (* 1895)
- 08. Oktober: Anni Kapp, deutsche Wasserspringerin (* 1908)
- 10. Oktober: Ernest Mills, britischer Radrennfahrer (* 1913)
- 11. Oktober: Nils Fixdal, norwegischer Weit- und Dreispringer (* 1889)
- 12. Oktober: Mary Frizzell, kanadische Leichtathletin (* 1913)
- 14. Oktober: Paul Wolf, US-amerikanischer Schwimmer (* 1915)
- 16. Oktober: Henri Stoffel, französischer Automobilrennfahrer (* 1883)
- 18. Oktober: Edward Cook, US-amerikanischer Leichtathlet (* 1889)
- 18. Oktober: Andrea Marrazzi, italienischer Degenfechter (* 1887)
- 23. Oktober: Rinus van den Berge, niederländischer Leichtathlet (* 1900)
- 23. Oktober: Dave Simmonds, britischer Motorradrennfahrer (* 1939)
- 26. Oktober: Joe Cottrill, britischer Mittel- und Langstreckenläufer (* 1888)
- 31. Oktober: Lee Bartlett, US-amerikanischer Leichtathlet (* 1907)
- 31. Oktober: Rudolf Boden, deutscher Fußballspieler (* 1917)
- 31. Oktober: Engelbert Smutny, österreichischer Fußballspieler (* 1917)

### November
- 01. November: Henry Bailey, US-amerikanischer Sportschütze (* 1893)
- 03. November: Percy Wyld, britischer Radrennfahrer (* 1907)
- 04. November: George Campbell, kanadischer Lacrossespieler (* 1878)
- 04. November: Josefine Lauterbach, österreichische Leichtathletin, Handball- und Fußballspielerin (* 1909)
- 04. November: Frederico Paredes, portugiesischer Fechter (* 1889)
- 05. November: Guus Kessler, niederländischer Tennisspieler (* 1888)
- 05. November: Alfred Schmidt, estnischer Gewichtheber (* 1898)
- 08. November: Daniele Pellissier, italienischer Skisportler und Bergführer (* 1904)
- 13. November: Arnold Jackson, britischer Leichtathlet (* 1891)
- 16. November: Norman Drake, britischer Leichtathlet (* 1912)
- 23. November: Giancarlo Cornaggia-Medici, italienischer Fechter (* 1904)
- 27. November: Robert Schurrer, französischer Sprinter (* 1890)

### Dezember
- 02. Dezember: André Lausseigh, französischer Leichtathlet (* 1900)
- 04. Dezember: Johan Rühl, niederländischer Wasserballspieler (* 1885)
- 09. Dezember: Nordahl Wallem, norwegischer Segler (* 1902)
- 12. Dezember: Rasmus Birkeland, norwegischer Segler (* 1888)
- 13. Dezember: Robert Laly, französischer Automobilrennfahrer (* 1885)
- 16. Dezember: Peder Marcussen, dänischer Turner (* 1894)
- 18. Dezember: Fermín Uriarte, uruguayischer Fußballspieler (* 1902)
- 21. Dezember: Hugh Edwards, britischer Ruderer (* 1906)
- 22. Dezember: Giovanni Reggio, italienischer Segler (* 1888)
- 23. Dezember: Eric Green, englischer Hockeyspieler (* 1878)
- 27. Dezember: Petter Martinsen, norwegischer Turner (* 1887)

### Datum unbekannt
- Josef Feistauer, tschechoslowakischer Skilangläufer (* 1893)
- William Hehir, britischer Leichtathlet (* 1887)
- David Moffat Johnson, kanadischer Leichtathlet (* 1902)
- Willy Zick, deutscher Jagdflieger, Motorradrennfahrer und Unternehmer (* 1895)
- Charalambos Zouras, griechischer Speerwerfer (* 1885)